# Harristown
Harristown es una villa ubicada en el condado de Macon en el estado estadounidense de Illinois. En el Censo de 2010 tenía una población de 1367 habitantes y una densidad poblacional de 285,14 personas por km².

## Geografía
Harristown se encuentra ubicada en las coordenadas 39°50′35″N 89°3′41″O / 39.84306, -89.06139. Según la Oficina del Censo de los Estados Unidos, Harristown tiene una superficie total de 4.79 km², de la cual 4,79 km² corresponden a tierra firme y (0 %) 0 km² es agua.

## Demografía
Según el censo de 2010, había 1367 personas residiendo en Harristown. La densidad de población era de 285,14 hab./km². De los 1367 habitantes, Harristown estaba compuesto por el 98,83 % blancos, el 0,07 % eran afroamericanos, el 0,15 % eran asiáticos y el 0,95 % eran de una mezcla de razas. Del total de la población el 0,59 % eran hispanos o latinos de cualquier raza.